# Micro-cheating
Le micro-cheating (nom masculin : issu de l'anglais signifiant "micro tromperie"), également orthographié micro cheating est une forme contemporaine d'infidélité, le plus souvent sans passage à l'acte sexuel. Cette relation ambiguë est entretenue avec une autre personne que son ou sa partenaire. Cette infidélité émotionnelle est facilitée par l'utilisation des réseaux sociaux.

## Description
Proche du phénomène du flirt, le micro-cheating représente une forme d'infidélité émotionnelle. Le micro-cheating est décrit depuis la fin des années 2010. Elle prospère par le biais de l'utilisation des messageries des médias sociaux, elle se limite à des échanges et engendre une proximité relationnelle et émotionnelle, en cachette de son conjoint. Parfois, le simple fait de liker systématiquement des publications d'une autre personne peut être vue comme du micro-cheating. Cela peut être anodin pour le couple, ou parfois plus ambivalent et provoquer une crise conjugale,,. La pratique semble se développer dans les années 2020.

## Historique
Le terme "micro-cheating" a été façonné en 2018 par le Dr Martin Graff, maître de conférence en psychologie à l'université de New South Wales, en Australie,,.